# Erfurt & Sohn

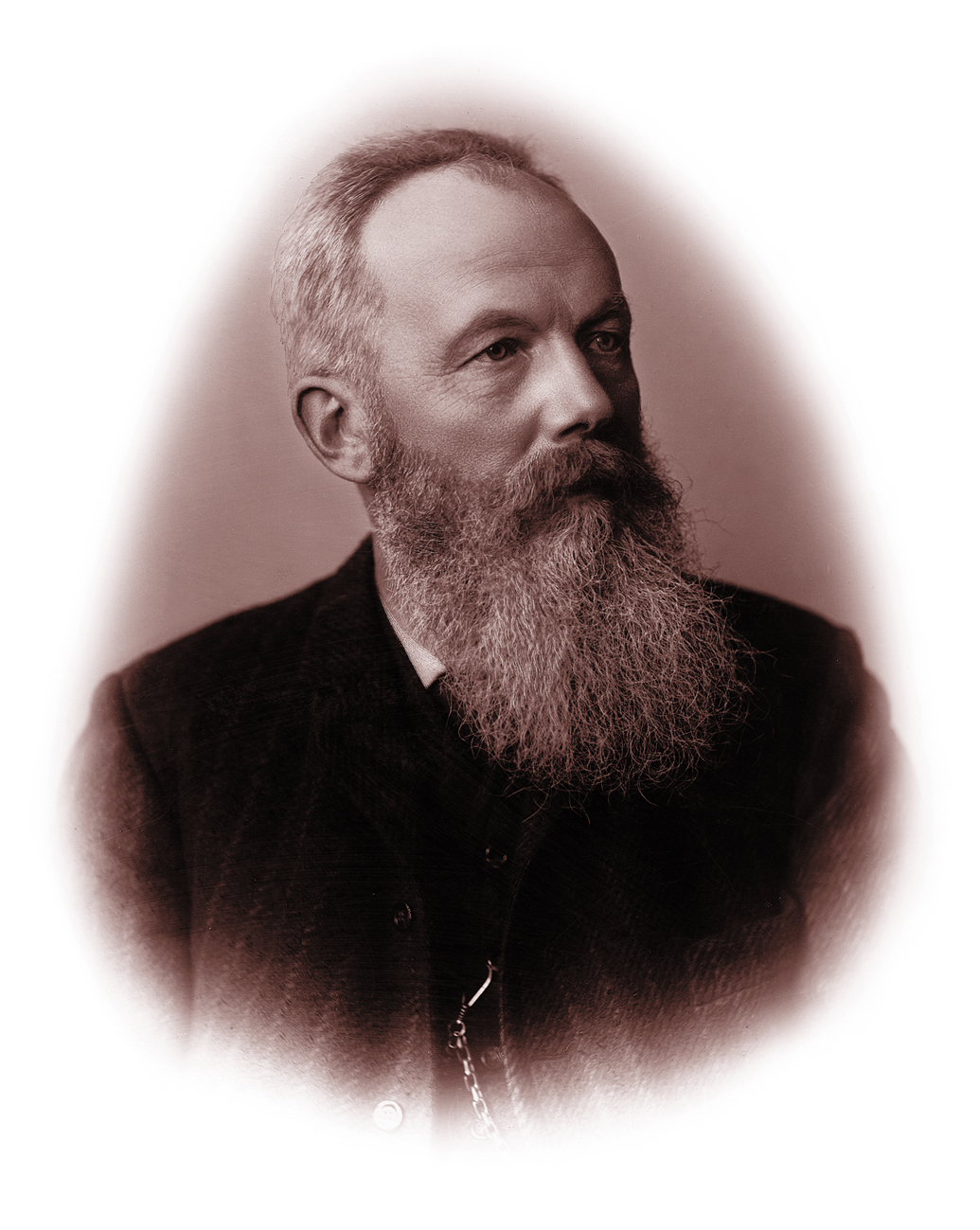
Hugo Erfurt, Erfinder der Raufaser

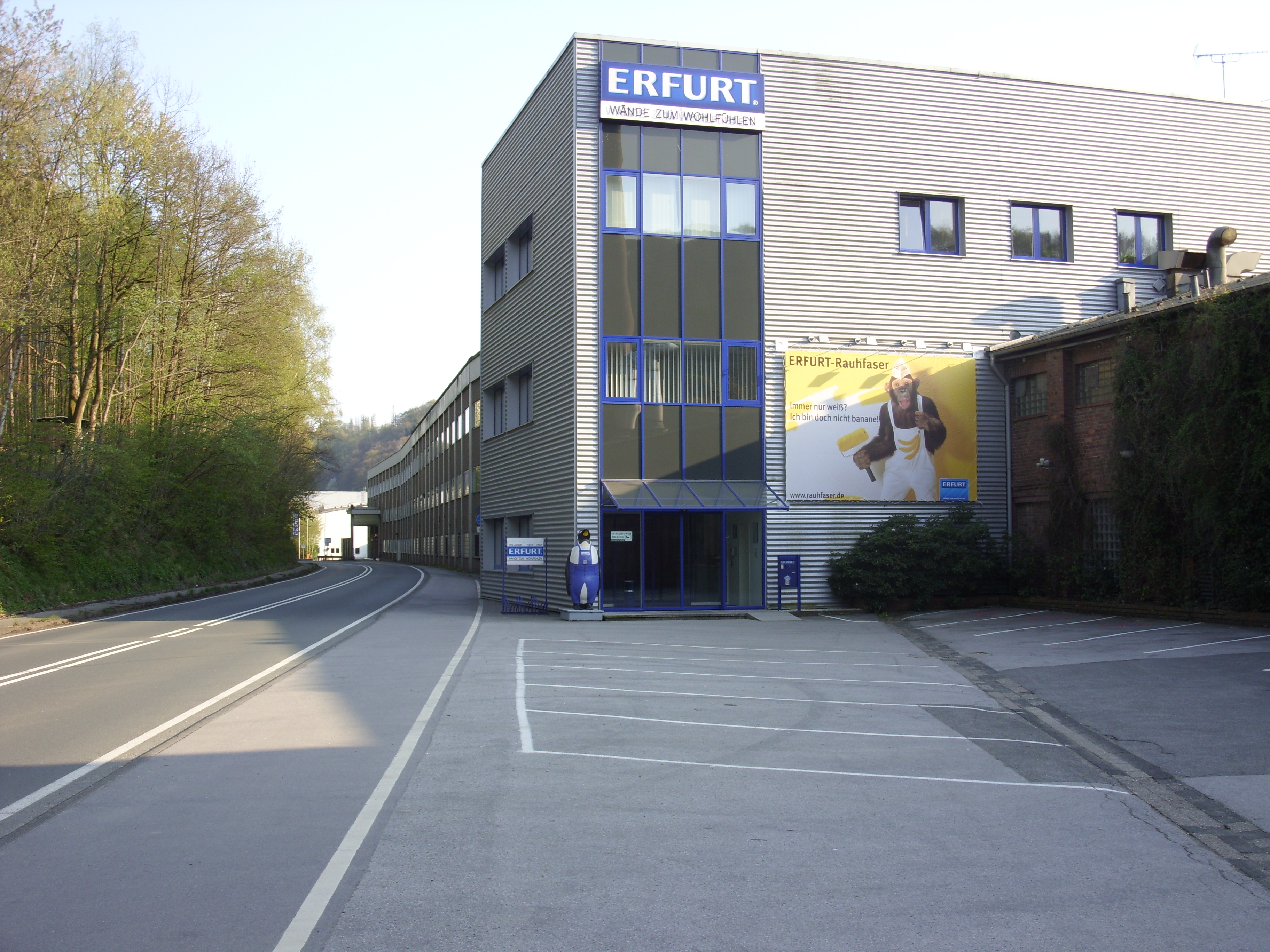
Firmengebäude des Unternehmens Erfurt & Sohn, Schwelm

Die Erfurt & Sohn KG betreibt eine Papierfabrik, die sich auf die Herstellung von überstreichbaren Wandbelägen spezialisiert hat. Das Firmengelände befindet sich im Tal der Wupper im Osten der Stadt Wuppertal im Stadtbezirk Langerfeld-Beyenburg und im Süden der Stadt Schwelm zu beiden Seiten des Flusses, der hier die Grenze zwischen beiden Städten bildet.

## Geschichte
Im Jahre 1827 erhielt der Firmengründer Friedrich Erfurt die Konzession zur Errichtung einer Papierfabrik. Er gründete im Tal der Wupper eine Papiermühle, wobei das Wasser des Flusses zum Antrieb der Mühle und zum Bleichen der Papiererzeugnisse genutzt wurde. Sein Enkel, der gelernte Apotheker Hugo Erfurt, erbte die Fabrik von seinem Vater Heinrich Erfurt. Er entwickelte 1864 ein „Papier zur Schaufenstergestaltung“ und ein „Basispapier für Leimdrucktapeten“, das später als Rau(h)faser weltweit Verbreitung fand. Unter der Führung von Wilhelm Erfurt, der das Unternehmen bis 1998 in sechster Generation leitete, entwickelte sich das Unternehmen zu einer der bekanntesten Tapetenmarken Deutschlands.

## Heute
Das Produktangebot umfasst insbesondere Raufaser, Vliesfaser-, Papierpräge- und Digitaldrucktapeten sowie Wandsticker und Produkte mit funktionalem Zusatznutzen (z. B. Fassadensanierung, Innenwanddämmung, Elektrosmog-Abwehr). Das Produkt Erfurt-Rauhfaser ist nicht zuletzt durch Bandenwerbung in Fußballstadien überregional bekannt.
Laut Unternehmensangaben besteht der überwiegende Anteil der bei der Raufaserproduktion zu verarbeitenden Rohstoffe aus Altpapier, Zellstoff und Holzspänen.

## Produktgruppen
- Raufaser
- Vliesfaser (glatt/strukturiert)
- Papierprägetapeten
- Kreativtapeten
- Wand-Tattoos mit verschiedenen Motiven

Wandbeläge mit Zusatzfunktion:
- Fassadensystem zur Sanierung, Gestaltung und zum Schutz vor wiederkehrenden Rissen
- Elektrosmog-Abschirmungstapete EMV 80 Carbonvlies zur Abwehr von elektromagnetischer Strahlung
- KlimaTec zur Erhöhung der Anheizgeschwindigkeit in Innenräumen, Schimmelsanierung/-prävention, Rissüberbrückung
- Digitaldrucktapeten'(glatt/leicht strukturiert) zur Realisierung individueller Motive